# Xian Y-7
Die Xian Yunshuji Y-7 (auch: Y-14) ist eine ab 1987 durch Reverse Engineering entwickelte chinesische Variante des sowjetischen Kurzstrecken-Passagierflugzeuges Antonow An-24 der Xi’an Aircraft Company mit veränderter Aerodynamik und Sitzen für 48 bis 52 Passagieren.

## Beschreibung
Die Entwicklung begann im April 1966. Der Erstflug des ersten von vier Prototypen erfolgte am 25. Dezember 1970. Die Zulassung wurde erst im Januar 1984 erreicht, da die ersten Maschinen im Jahr 1977 wegen der zu schwachen Triebwerke die Zertifizierung nicht erreichten. 1980 folgte eine verbesserte Version mit WJ-5A-1-Triebwerken mit 2.137 kW anstelle der 1.879 kW starken Originaltriebwerke. Im Unterschied zur Antonow wurde die Y-7 anfangs von zwei mit Hilfe von General Electric entwickelten Wongan-WJ5E-Triebwerken, ab 1998 (als Y7-200A) von zwei Pratt & Whitney PT127J-Turboprops mit jeweils 2.026 kW angetrieben. Die chinesische Luftwaffe betreibt laut US-amerikanischen Schätzungen etwa 30 Y-7. Insgesamt wurden etwa 200 Y-7 gebaut, wobei um das Jahr 2009 noch die Frachtversion Y7H-500 produziert wurde. Außerhalb Chinas wird die Y-7 auch im Iran, in Kambodscha, in Laos und in Mauretanien sowie Simbabwe betrieben.
1995 bemühte sich China, das Flugzeug in den USA zertifizieren zu lassen, was aber nicht gelang. Nach dem Unfall der Wuhan Air im Jahr 2000 wurde das Flugzeug auch in China aus dem Personentransport zurückgezogen.

## Varianten
- Y-7-100: verbesserte Version mit geändertem Cockpit (nur noch drei statt fünf Sitze im Cockpit) und geänderter Kabine sowie Winglets
- Y-7-200: Version mit neuer Avionik und ohne Winglets
- Y-7-200A: Version mit zwei Pratt & Whitney PW127C-Turboprops. Erstflug 1993, Zulassung 1998. Auf ihrer Basis wurde die MA60 entwickelt.
- Y-7-200B: Version für den chinesischen Markt
- Y-7-300: Version mit reduziertem Gewicht
- Y-7H: (auch anfangs Y-14-100) eine nicht lizenzierte Version auf Basis der An-26. Erstflug 1988
- Y-7-500H: Frachtversion auf Basis der An-26 mit WJ-5E-Triebwerken. Erstflug am 24. März 1992, Zulassung am 30. Dezember 1993[5]

## Zwischenfälle
Bis Dezember 2024 gab es 14 Totalschäden mit diesem Typ. Dabei kamen insgesamt 120 Menschen ums Leben. Beispiel:
- Am 22. Juni 2000 stürzte eine Y-7-100C der Wuhan Airlines (Luftfahrzeugkennzeichen B-3479) infolge von Windscherung etwa 25 km von Wuhan entfernt ab, wobei alle 42 Personen an Bord sowie weitere 7 am Boden ums Leben kamen (siehe auch Wuhan-Airlines-Flug 343).[7][8]

## Technische Daten
| Kenngröße            | Daten der Y-7-100                                                       |
| -------------------- | ----------------------------------------------------------------------- |
| Passagiere           | 48–52                                                                   |
| Länge                | 23,71 m                                                                 |
| Spannweite           | 29,64 m                                                                 |
| Höhe                 | 8,55 m                                                                  |
| Flügelfläche         | 75 m²                                                                   |
| Flügelstreckung      | 11,71                                                                   |
| Tragflächenbelastung | - minimal (Leermasse): 199 kg/m² - maximal (max. Startmasse): 290 kg/m² |
| Leermasse            | 14.900 kg                                                               |
| max. Startmasse      | 21.800 kg                                                               |
| Triebwerke           | zwei Wongan WJ-5A mit je 2080 kW Leistung                               |